# Jacques Martinet
Pour les articles homonymes, voir Martinet.
Jacques Martinet, né le 31 octobre 1939 à Grenoble, est un mathématicien français. Il travaille sur la théorie des nombres.

## Biographie
Martinet a étudié à l'université de Grenoble où il obtient une licence ès sciences en 1961, et un doctorat de troisième cycle en 1964, sous la direction de Claude Chabauty (propriétés arithmétiques des cubiques de genre un dans un corps de nombres algébriques). En 1968, il obtient un doctorat d'État (Sur l'arithmétique des extensions galoisiennes à groupe de Galois diédral d'ordre 2).
Il est détaché de recherche au CNRS, de 1966 à 1968, puis maître de conférences à Bordeaux, de 1968 à 1971, et professeur à l'université Bordeaux-I depuis 1971. Il est professeur émérite depuis 1999. Il est, de 1993 à 1998, président du Laboratoire A2X (Laboratoire d'algorithmique Arithmétique et expérimental).
Il travaille sur la théorie des nombres (réseaux euclidiens). Il a auparavant travaillé sur la théorie algébrique des nombres et sur la théorie algorithmique des nombres.

## Œuvres
- (en) Jacques Martinet, Perfect lattices in Euclidean spaces, Berlin, Springer-Verlag, 2003, 556 p. (ISBN 978-3540442363)